# Robinsonmordene
Robinsonmordene er en kriminalroman fra 2003, som er skrevet af Gretelise Holm.
Journalisten Karin Sommer er taget til den lille ø, Skejø, for at skrive en bog om middelalderens hekseprocesser, men inden længe er hun involveret i opklaringen af en række mord på det lokale ældrecenter.